# Czerwony Bór
Czerwony Bór este o arie protejată (sit de importanță comunitară — SCI) din Polonia întinsă pe o suprafață de 4.983,72 ha, integral pe uscat.

## Localizare
Centrul sitului Czerwony Bór este situat la coordonatele 52°59′28″N 22°04′38″E / 52.9911°N 22.0771°E.

## Înființare
Situl Czerwony Bór a fost declarat sit de importanță comunitară în octombrie 2009 pentru a proteja 4 specii de animale.

## Biodiversitate
Situată în ecoregiunea continentală, aria protejată conține 9 habitate naturale: Păduri central-europene de pin scoțian cu licheni, Vegetație psamofilă uscată cu pășuni deschise de Corynephorus și Agrostis, Pajiști uscate europene, Formațiuni de Juniperus communis pe lande sau pajiști calcaroase, Pajiști calcaroase din nisipuri xerice, Fânețe de joasă altitudine (Alopecurus pratensis, Sanguisorba officinalis), Păduri de stejar și carpen Galio-Carpinetum, Păduri aluvionare cu Alnus glutinosa și Fraxinus excelsior (Alno-Padion, Alnion incanae, Salicion albae), Păduri stepice euro-siberiene cu Quercus spp..
La baza desemnării sitului se află mai multe specii protejate:
- mamifere (2): lupul (Canis lupus), castor (Castor fiber)
- nevertebrate (2): albilița portocalie (Colias myrmidone), fluturele purpuriu (Lycaena dispar)